# New York Post
New York Post er en af de ældste aviser i USA, grundlagt 1801. Siden 1976 har den været ejet af den australske milliardær Rupert Murdoch. 2009 var oplaget på hverdage 508.042, søndage 343.361 – et fald på 18,8 hhv. 11,1 % på et år. Den er den 7. største avis i landet. Avisen har redaktionslokaler på Manhattan, New York City.